# Burkard Waldis
Burkard Waldis (* um 1490 in Allendorf; † 1556 in Abterode), zeitgenössisch Burcard Waldis,  war ein deutscher Fabeldichter, Dramatiker, Zinngießer, Franziskaner und Fastnachtsautor. Er verfasste neben Fabeln auch das Fastnachtspiel Vom verlorenen Sohn.

## Leben

### Herkunft
Waldis ist ein Herkunftsname. Das Dorf, aus dem seine Familie stammte, ist Wahlhausen am Waldisbach im Eichsfeld. Die Familie gehörte zum Patriziergeschlecht Allendorfs und war Mitglied der Pfännerschaft. Die Beteiligung an der Salzgewinnung und am Salzhandel sicherte der Familie das Auskommen. Vater Hermann Waldis war Ratsmitglied in Allendorf und 1512 Kämmerer. Er wird zudem als Pfänner, Zinngießer und als Spitalvormund erwähnt. Burkard Waldis wuchs mit vier Brüdern auf. Er erlernte das Handwerk des Zinngießers vermutlich von seinem Vater in Allendorf.

### Franziskaner in Riga und Romreise
Waldis wurde 1522 Franziskaner in Riga. 1523 sandte ihn Erzbischof Jasper Linde, begleitet von Antonius Boemhover und Augustin Ulfelt, zu Kaiser Karl V. nach Rom und erbat die Unterstützung gegen die erstarkende Reformation in Livland. Die Gesandten sollten eine Verfügung von Kaiser Karl V. und dem Nachfolger von Papst Hadrian VI., Papst Clemens VII., gegen die reformatorischen Bestrebungen erhalten. Seine Reise führte ihn, wie aus seinen Werken zu erfahren ist, über Nürnberg, Schwabach, übers Lechfeld bei Augsburg und Landsberg am Lech nach Rom. Burkard Waldis erhielt nicht das päpstliche Breve, er wurde nur an Kardinal Campeggio verwiesen. Erfolglos reiste er wieder zurück nach Riga.

### Erste Kerkerhaft, Zinngießer und Konversion zum Protestantismus
Burkhard Waldis entschloss sich, nicht länger Franziskaner zu bleiben. Daraufhin kam er 1524 in Riga durch die Protestanten in den Kerker. Waldis verließ den katholischen geistlichen Stand, konvertierte zum Protestantismus und ließ sich als Zinngießer mit eigener Werkstatt und Zinngießermarke in Riga nieder. Außerdem wurde er Münzgutachter für den Rat der Stadt Riga. Für den Statthalter des Deutschen Ordens, Wolter von Plettenberg, verfasste er eine umfangreiche Denkschrift über die Goldwährung. Als Zinngießer unternahm er ausgedehnte Handelsreisen. Diese führten ihn u. a. nach Antwerpen, Worms, Mainz, Breslau und Lissabon. Am 12. Februar 1527 wurde in der Fastnachtszeit seine Parabel Vom verloren Sohn uraufgeführt. Burkard Waldis heiratet die Witwe Barbara Schulthe aus Königsberg. Die Ehe verlief unglücklich.

### Zweite Kerkerhaft
Stadtsyndikus Lohmüller betrieb 1532 eine livländische Konföderation, deren Ziel es war das Erzstift Riga unter einem Coadjuto von Wilhelm von Brandenburg zu säkularisieren. Dieses Vorhaben scheiterte und veranlasste Lohmüller nach Königsberg zu fliehen. 1526 wurde daraufhin Burkard Waldis verhaftet, da er geheime Botschaften für Lohmüller nach Königsberg überbrachte. Von 1536 bis 1540 war er wegen „häretischer Umtriebe“ gegen den Deutschen Orden wiederum in Haft. Burkhard Waldis wurde drei Jahre eingekerkert und der Tortur unterworfen, um Geständnisse zu erpressen. Seine Brüder baten Landgraf Philipp den Großmütigen um Vermittlung, die aber von ihm zunächst abgelehnt wurde. Zwei seiner Brüder reisten nach Livland, um ihm zu helfen. Am 4. Mai 1540 schrieb Landgraf Philipp der Großmütige nochmals auf Bitte der Brüder an die Ordensmeister in Riga. Die massiven Bemühungen waren erfolgreich und Burkard Waldis wurde am 21. Juli 1540 aus dem Kerker freigelassen.

### Theologiestudium in Wittenberg
Gesundheitlich geschwächt und durch die erlittene Folter gebrochen kehrte Waldis in seine hessische Heimat nach Allendorf zurück. 1541/42 studierte er Theologie in Wittenberg und hörte Luthers Vorlesungen. Er wurde daraufhin Feldprediger Landgraf Philipps des Großmütigen im Schmalkaldischen Krieg.

### Pfarrer in Hofgeismar und in Abterode
1543/44 war er Diakon in Hofgeismar und nach dem Tod von Johannes Westermann Verwalter der dortigen Pfarrstelle. 1544 übernahm er die Pfarrstelle und die damit verbundene Propstei in Abterode in Nordhessen. 1556 erlitt er einen Schlaganfall und verstarb an dessen Folgen.

## Werke
Sein Fastnachtsspiel Die Parabel vom verlorenen Sohn, das 1527 in Riga aufgeführt wurde, gehört zu den frühesten und bedeutendsten Leistungen des Reformationsschauspiels. Waldis’ wichtigstes Werk war die umfangreiche Fabelsammlung Esopus. Ganz neugemacht und in Reime gefaßt, die 1548 erschien und große Wirkung auf zeitgenössische Dichter und Schriftsteller der Frühaufklärung wie Hagedorn und Gellert hatte.
- De parabell vam vorlorn Szohn, 1527 (Digitalisat, 1851)
- Streitgedicht gegen den Herzog Heinrich von Braunschweig..., 1542
- Herzog Heinrich von Braunschweigs Klagelied, 1542
- Wie der Lykaon von Wolfenbüttel jeztt neulich in einen Mönch verwandelt ist, 1542
- Wahrhaftige Historie von zweien Mäusen, 1543
- Ursprung und Herkommen der zwölf ersten alten Könige und Fürsten Deutscher Nation, 1543
- der ganz neuw gemachte und in reimen gefaßte Esopus, 1548
- Der Psalter in neue Gesangsweise gebracht, 1553
- Taten des streutbaren Theuerdank, 1553
- Regnum papisticum. (Übersetzung des Werkes von Thomas Naogeorg), 1555
- Summarien über die gantz Bibel. (Übersetzung des Werkes von Rudolf Gualtherus), 1556

Er hat auch Kirchenlieder geschrieben, beispielsweise finden sich in der 5. Auflage von Martin Bucers Gesangbuch (Straßburg 1566) 12 mit "Burkh. Waldis" ausgewiesene Lieder.

## Forschungsgeschichte
Eine bedeutende Biographie von Waldis stammt von Gustav Milchsack. Im 20. Jahrhundert wurden in Deutschland fünf Promotionen über Burkard Waldis angefertigt: 1907, 1910, 1911, 1922 und 1995. Ein Forschungsprojekt an der Universität Kiel beschäftigt sich mit dem Esopus von Burkard Waldis.